# Präsidentschaftswahlen in Niger 1965

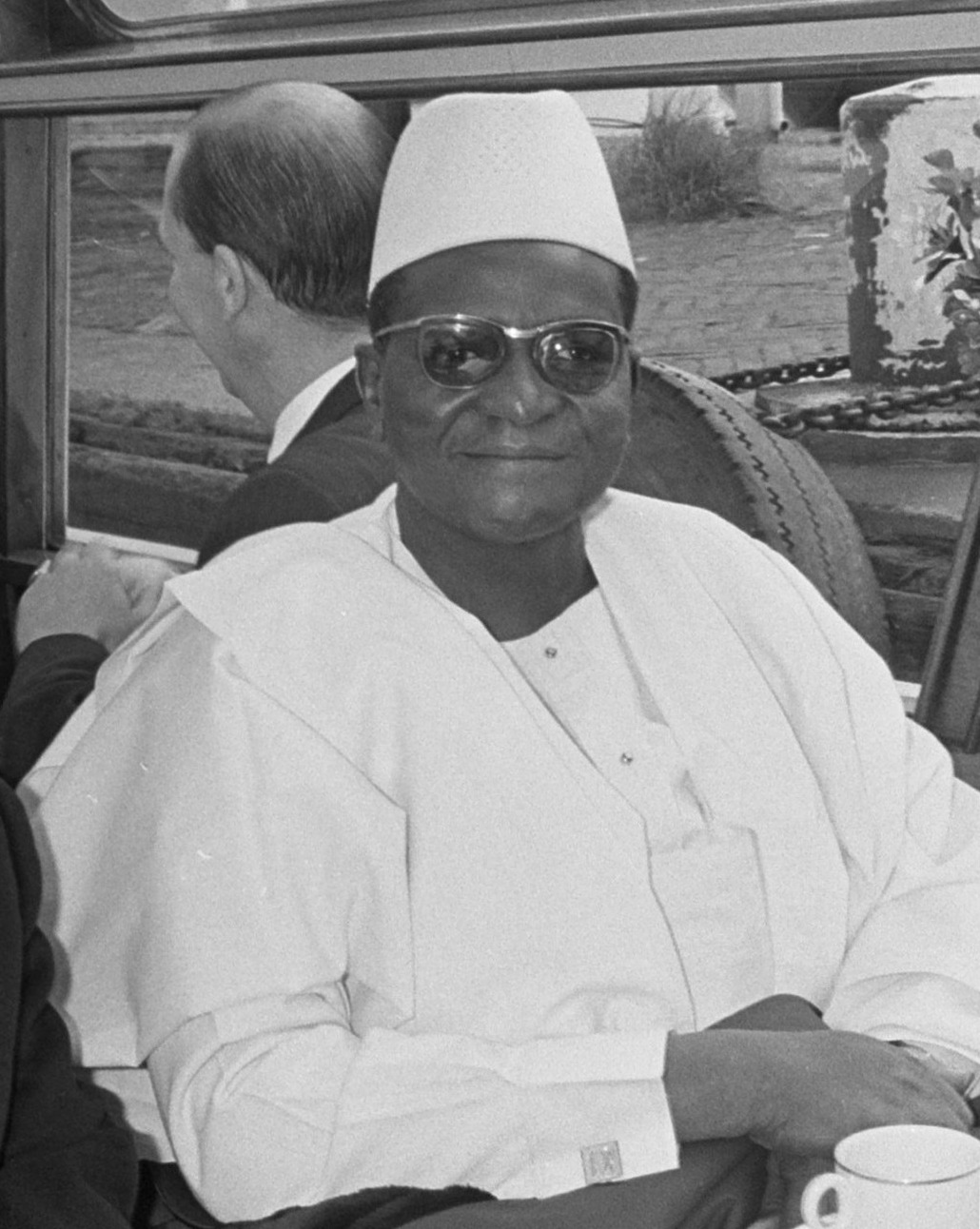
Hamani Diori, Sieger der Präsidentschaftswahlen in Niger 1965

Die Präsidentschaftswahlen in Niger 1965 wurden am 30. September 1965 durchgeführt und waren die ersten Direktwahlen eines Präsidenten der Republik Niger seit der Unabhängigkeit des Landes 1960, da Hamani Diori, der erste Präsident des Landes, 1960 noch indirekt von der nigrischen Nationalversammlung gewählt worden war.
Die Wahlen von 1965 waren Scheinwahlen, die unter den Bedingungen eines Einparteienstaates durchgeführt wurden: Der seit 1960 amtierende Präsident Hamani Diori war der einzige Kandidat auf dem Stimmzettel, da kein Konkurrent zugelassen worden war. Auch die angegebene Wahlbeteiligung von 98,4 % scheint angesichts der infrastrukturellen Bedingungen des damaligen Niger und der nicht vorhandenen Auswahlmöglichkeit unglaubwürdig.

## Offizielles Ergebnis
|                   | Stimmen   | %       |
| ----------------- | --------- | ------- |
| Hamani Diori      | 1 678 912 | 99,99 % |
| Ungültige Stimmen | 1 658     | 0,01 %  |
| Stimmen gesamt    | 1 680 570 | 100,0 % |
| Wahlbeteiligung   |           | 98,4 %  |